# Strachówka (village)
Pour les articles homonymes, voir Strachówka.

Strachówka (prononciation : [straˈxufka]) est un village polonais de la gmina de Strachówka dans le powiat de Wołomin de la voïvodie de Mazovie dans le centre-est de la Pologne.
Il est le siège administratif de la gmina de Strachówka.
Il se situe à environ 30 kilomètres à l'est de Wołomin (siège du powiat) et à 51 kilomètres au nord-est de Varsovie (capitale de la Pologne).
Le village possède une population d'environ 390 habitants en 2006.

## Histoire
De 1975 à 1998, le village appartenait administrativement à la voïvodie de Siedlce.